# Émincé de veau à la zurichoise
L’émincé de veau à la zurichoise (Zürcher Geschnetzeltes en suisse-allemand) est un plat traditionnel du canton de Zurich en Suisse.

## Recette
La recette traditionnelle de base consiste à cuire des fines lamelles de veau dans une casserole avec de la crème, du vin blanc et des champignons (généralement des agarics appelés aussi « champignons de Paris »).
Ce plat est généralement servi avec des röstis. Il est inévitablement la vedette de la fête zurichoise des Sechseläuten.